# سونگ وون گون
سونگ وون گون (کره‌ای: 송원근؛ زادهٔ ۱۷ دسامبر ۱۹۸۲) خواننده و بازیگر اهل کره جنوبی است. او حرفه سرگرمی خود را در سال ۲۰۰۰ به عنوان عضوی از گروه پسرانهٔ اوپا، با خوانندگی در آلبوم دوم گروه به نام تناسخ آغاز کرد. او سپس حرفه فعالیت انفرادی موسیقی خود را با نام هنری رون (کره‌ای: 런; انگلیسی: RUN) آغاز کرد و یک آلبوم و دو تک‌آهنگ در سال‌های ۲۰۰۸ و ۲۰۰۹ منتشر کرد. سونگ سپس حرفه بازیگری را در سال ۲۰۱۰ آغاز کرد و در تئاترهای موزیکال و مجموعه‌های تلویزیونی مختلفی ایفای نقش کرد.